# Zoocenoza
Zoocenoza je poimenovanje skupine raznovrstnih živali, ki naseljujejo določeno področje in imajo medsebojen vpliv. Zoocenoza je sestavni del biocenoze, v njej pa sestavlja skupino organizmov, imenovano konzumenti ali porabniki. Sestava zoocenoze je odvisna od prehranjevalnin potreb posameznih vrst živali, pa tudi od abiotskih dejavnikov kot so: toplotne razmere, voda, svetloba. Izbira hrane in načini pridobivanja le-te vplivajo na nastajanje različnih tipov glede na odvisnosti med vrstami v okviru zoocenoze. 
Živali, ki so uvrščene v zoocenozo, delujejo na svoje okolje in s tem posredno na vrstno sestavo rastlin v fitocenozi in na strukturno sestavo tal, posebno na vsebnost organskih in anorganskih snovi.
Zoocenoza je eden od delov ekosistema in pomemben del v pretoku energije in kroženju snovi.